# 王震井
王震井，是鄂托克前旗文物保护单位，位于中国内蒙古自治区鄂托克前旗城川苏木黄海子村黑头梁。王震井是一口开凿于1944年的水井，因为八路军将领王震带领凿井工作而以他命名。

## 历史
第二次反共高潮期间的1941年，城川战役爆发，其后八路军成功攻下城川一带，派部分官兵留驻当地。为了响应中国共产党的“自已动手，丰衣足食”号召，城川军民在1942年展开大生产运动，由八路军将领王震指导。1944年春天，一群八路军三五九旅官兵来到黑頭梁耕作，发现此地地势较高，地面是干旱的硬地，缺乏水源，导致用水困难。官兵们决定凿井取水，他们和当地民众一起勘察水源，以选择井位。选定之后，军民一同锤开红胶泥地，挖走泥土，终于在四十多天后成功开凿水井。由于凿井工作由王震带领，这口井以他命名。王震井的水源供应充足，井水水质佳，促成黑梁头发展为成功的农牧场，粮食产量颇高。
1987年，为了纪念王震领导的八路军部队、同时教育民众，鄂托克前旗政府在王震井井边竖立碑刻，并把这口水井列为鄂托克前旗文物保护单位，予以修复。其后，王震井旧址旁边建立了纪念馆，讲述王震井的建设过程、中国共产党和八路军在城川的历史事迹，并展出当年开凿王震井的工具。

## 结构
王震井的井台为六边形，边长1.5米，基厚0.15米，以水泥砌成。井口直径为0.5米，井深13.2米，里面的井水深约30厘米（本来不止于此，但水深后来因为被沙掩埋而降低）。水井西侧边有一面石碑，碑面向东，高1.1米、上宽53厘米、下宽59厘米、厚19厘米，设有底座。碑上刻字如下：

王震井
1942年，解放区军民响应党中央“自己动手，丰衣足食”的号召，在王震将军的指挥下，掀起了大生产运动。
1944年，八路军在黑梁头种地，为解决饮水困难，开凿出这眼井。
鄂前旗人民政府
1987年8月1日